# 国荣乡
国荣乡，是中华人民共和国贵州省铜仁市石阡县下辖的一个乡镇级行政单位。

## 行政区划
国荣乡下辖以下地区：
葛容村、葛岸村、建英村、葛坪村、楼上村、群丰村、新寨村、登坪村、寨根村、周家寨村、罗家寨村、葛宋村、代山村和新阳村。

## 中国传统村落
2012年，楼上村、葛容村高桥自然村被评为首批“中国传统村落”。